# USS Pope (DD-225)
Pour les autres navires du même nom, voir USS Pope.
L'USS Pope (DD-225) est un destroyer de classe Clemson mis en service dans l'United States Navy dans les années 1920.
Baptisé en l'honneur de John Pope, il est mis sur cale le 9 septembre 1919 au chantier William Cramp and Sons; parrainé par Mrs William S. Benson; lancé le 23 mars 1920 et mis en service le 27 octobre 1920 à Philadelphie, sous le commandement du commander Richard S. Galloway.

## Historique
À sa mise en service, le Pope rejoint l'US Navy reserve fleets où il participe à divers exercices en Amérique du Nord et dans les Caraïbes. Après un radoub, il reprend la mer le 12 mai 1921 pour le Pacifique, où il rejoint l'US Asiatic Fleet à Chefoo, en Chine, participant à des exercices au large de Chefoo jusqu'à son départ le 28 octobre pour sa base hivernale à Cavite, aux Philippines.
En Orient, le Pope protégea les citoyens et les intérêts américains pendant la guerre civile en Chine, patrouillant dans le fleuve Yangtze jusqu'en 1931. Dans les années 1930, il servit de porte-drapeau en visitant notamment l'Indochine française en 1935 et en 1938, effectuant deux visites au Japon en 1934 et 1935 et une Indes néerlandaises en 1936.
La tension accrue sur les frontières du nord de la Chine en raison de l'invasion japonaise de Mandchourie obligea le Pope à évacuer les Américains des ports de Lao Yao (en) et de Tsingtao pour Shanghai à partir du 19 septembre 1937. Il restera dans les zones de Swatow et de Pehtaiho jusqu'à son retour à Manille le 12 octobre, effectuant des patrouilles de neutralité au large des Philippines. À son transfert dans la 59e division de l'Asiatic Fleet le 6 mai 1940, il patrouilla au large de la Chine du 11 mai au 24 juin. Le Pope retourna à Manille de la fin du mois de juin au 11 décembre 1941, date à laquelle il partit pour Balikpapan, dans les Indes néerlandaises.

### Seconde Guerre mondiale
Le Pope est engagé dans les premiers combats des Indes néerlandaises, escortant notamment des convois de renforts ou d'artilleries entre Darwin vers Surabaya ou Java.

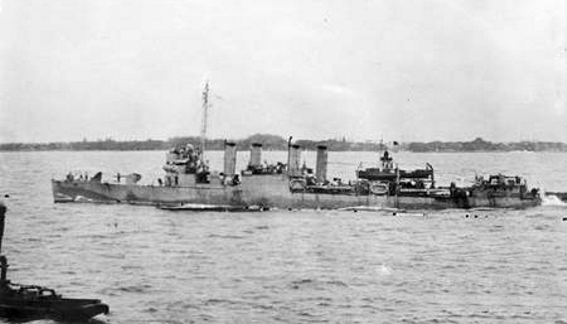
L'USS Pope en février 1942.

Au cours de la bataille de Balikpapan, il prend part à des attaques de torpilles et de combats rapprochés, retardant les débarquements japonais à Balikpapan, et durant la bataille du détroit de Badung, empêcha l'invasion de l'île de Bali. Au cours de la deuxième bataille de la mer de Java, le Pope et HMS Encounter reçurent l'ordre d'escorter le croiseur britannique HMS Exeter gravement endommagé. Dans la soirée du 28 février 1942, les trois navires quittèrent Soerabaja et se dirigèrent vers le nord. Les forces de surface et aériennes japonaises lancèrent une attaque le lendemain matin, à mi-chemin entre les îles de Java et de Bornéo. Cherchant à s'échapper, les trois navires engagèrent quatre croiseurs lourds japonais (Nachi, Haguro, Ashigara et Myoko) et quatre destroyers à travers une lutte féroce de trois heures, endommageant un certain nombre de navires ennemis. Le Pope tira la totalité de ses torpilles et 140 salves de canons naval.

### Naufrage
Peu avant midi le 1er mars 1942, les deux navires britanniques furent détruits par des tirs d'artillerie et, une heure plus tard, le Pope fut achevé et coulé par 12 bombardiers en piqué après avoir reçu de nombreux coups au but. Miraculeusement, seul un membre d'équipage perdra la vie lors du naufrage des trois navires.
L'épave de l'USS Pope fut localisée et identifiée en décembre 2008 par le navire océanographique MV Empress, à environ 60 milles nautiques (110 km) de l'épave du HMS Exeter découverte par la même équipe en 2007. Une expédition ultérieure montrera qu'une bonne partie de l'épave a été pillée illégalement par des ferrailleurs.
Le jour suivant, les destroyers japonais Ikazuchi et Inazuma secourent 442 survivants des trois navires alliés. Les survivants étaient à la dérive depuis environ 20 heures dans des radeaux, dans l'eau portant des gilets de sauvetage, ou accrochés à des flotteurs, dont beaucoup étaient enduits d'huile, certains étant aveuglés. Cette décision humanitaire du capitaine de corvette Shunsaku Kudō (en) secourant les survivants sous le danger du feu ennemi fut raconté dans un livre, qui fut l'objet d'un documentaire en 2007.
Le 8 mai 1942, le Pope est radié du Naval Vessel Register. Il a reçu deux Battle star et un Presidential Unit Citation pour son service dans la Seconde Guerre mondiale.